# Ставский, Сергей Валерьевич
Сергей Валерьевич Ставский (18 июня 1972, Воронеж, СССР — 20 февраля 2012, Москва, Россия) — российский актёр театра и кино.

## Биография
Сергей Ставский родился 18 июня 1972 года в Воронеже. В 2000 году закончил Орловский государственный институт искусств (курс А. А. Поляка и А. А. Михайлова). В 1998—2002 годах играл в труппе Орловского государственного драматического театра «Свободное пространство». 
В 2002—2003 годах работал в труппе Санкт-Петербургского драматического театра «Комедианты», а затем до 2010 года служил в Санкт-Петербургском драматическом театре «На Литейном». 
В 2010 году Сергей Ставский переехал в Москву, где играл в труппе театра «У Никитских ворот» п/р Марка Розовского. 
Скоропостижно скончался 20 февраля 2012 года. Похоронен в Воронеже.

## Творчество

### Работы в театре

#### Орловский театр «Свободное пространство»
- «Двенадцатая ночь» — Мальволио
- «Банкрот» — Рисположенский
- «Вестсайдская история» — Пепе
- «Фиалка Монмартра» — Бруйар
- «Эти свободные бабочки» — Ральф Остин
- «Много шума из ничего» — Борачио
- «Одинокий блюз» — скрипач
- «Предложение» — Ломов
- «Два клёна» — Баба-Яга

#### Драматический театр «Комедианты»
- «Венецианский купец» — Лоренцо
- «Граф Нулин» — муж

#### Драматический театр «На Литейном»
- «Ловкая служанка» — Траканьино
- «Счастливая уловка» — Фронтен
- «Великая Екатерина»
- «Дуэль» — Шешковский
- «Пышка» — Луазо
- «За что ты меня не любишь?» — Валя
- «Золушка» — король
- «Буратино» — Карабас
- «Пеппи Длинныйчулок» — директор цирка

#### Театр «У Никитских ворот»
- «Доктор Чехов» (новелла «Антрепренёр под диваном») — Индюков
- «Два Чехова» — Банкир
- «Носороги» — Хозяин кафе
- «Метель» — доктор Гарин
- «История лошади» — Граф Бобринский

#### Другие театры
Антрепризные спектакли: 
- «Моя парижанка» — Сабатье
- «Невеста по вызову» — Дима
- «Али-Баба» — Касым

### Фильмография
1. 2003 — Тайны следствия-3 (фильм 5 «Овечья шкура») — эпизод
2. 2008 — Старшеклассники — господин Уваров
3. 2009 — Улицы разбитых фонарей (10-й сезон, 26-я серия «Восточная кухня») — Сергеев
4. 2009—2010 — Слово женщине — Слимакин
5. 2011 — Кодекс чести — 5 — Ванин
6. 2011 — Кулагин и партнеры («Второй шанс») — Алексей Стражнов
7. 2011 — Николка — Михайло
8. 2011 — Папины дочки — покупатель
9. 2011 — След (578-я серия «Безопасная опасность») — Андрей Смирнов
10. 2011 — Прокурорская проверка — Колесников